# 福島県立会津農林高等学校
福島県立会津農林高等学校（ふくしまけんりつ あいづのうりんこうとうがっこう）は、福島県河沼郡会津坂下町曲田にある県立農業高等学校である。略称は会農（かいのう）。

## 設置学科
- 全日制課程　
  - 生産科学科
    - 作物畜産コース
    - 野菜果樹コース

  - 環境科学科
    - 森林マネジメントコース
    - 空間デザインコース

  - 食品科学科
    - 製菓製パンコース
    - 食品応用コース

  - 地域創生科
    - アグリデザインコース
    - ライフデザインコース

2023年3月までは
- 全日制課程　
  - 農業園芸科
  - 森林環境科
  - 食品加工科

## 沿革
- 1907年 - 河沼郡立農学校として創立。
- 1921年 - 県へ移管、福島県立会津農林学校に校名改称。
- 1947年 - 会津地方に昭和天皇の戦後巡幸。校長が昭和天皇に「会津地方の農業教育の実際について」を奏上[1]。
- 1948年4月 - 学制改革に伴い、福島県立会津農業高等学校となる。
- 1955年4月 - 福島県立会津農林高等学校に校名改称。
- 1970年 - 第23回全日本合唱コンクール高校の部金賞受賞
- 2011年 - 生活経営科募集停止となる。
- 2023年 - 耶麻農業高校と統合[2]。

## 部活動
- 運動部 - 柔道部／ソフトテニス部／相撲部／卓球部／バドミントン部／バレーボール部／陸上競技部／野球部
- 文化部 - 音楽部／学芸部／家庭部／農業部
- 特別活動 - 早乙女踊り保存クラブ／インターアクトクラブ

## 交通・周辺環境
- JR東日本只見線会津坂下駅より徒歩数分

※本校周辺には福島県立坂下高等学校も存在していたが、2022年に福島県立大沼高等学校と統合し、福島県立会津西陵高等学校として会津美里町に開校した。

## 著名な出身者
- 双大竜亮三（大相撲力士）
- 平松省二（元プロ野球選手）